# Pseudopanax gilliesii
Pseudopanax gilliesii är en araliaväxtart som beskrevs av Thomas Kirk. Pseudopanax gilliesii ingår i släktet Pseudopanax och familjen araliaväxter. IUCN kategoriserar arten globalt som nära hotad. Inga underarter finns listade.